# Georg Janett
Georg Janett, auch Georges Janett (* 26. Juni 1937 in Basel; † 17. Januar 2014 in Zürich) war ein Schweizer Filmeditor und Drehbuchautor.

## Leben
Janett kam Ende der 1950er Jahre nach Zürich und realisierte dort erste Kurzfilme. Überwiegend wurde er als Filmeditor tätig und war an 28 Produktionen beteiligt. Als Drehbuchautor wirkte er an sieben Produktionen mit.
1974 war er Mitbegründer und erster Präsident des Schweizerischen Filmtechniker-Verbandes. Ab 1980 war er zudem Redakteur der Filmfachzeitschrift Ciné-Bulletin. 1990 wurde er mit dem Kunstpreis der Stadt Zürich geehrt.

## Filmografie (Auswahl)

### Als Editor
- 1970: Dällebach Kari
- 1974: Konfrontation
- 1976: Der Gehülfe
- 1976: Die Erschiessung des Landesverräters Ernst S.
- 1978: Die Schweizermacher
- 1983: Glut
- 1988: Liebeserklärung
- 1999: Sammlerglück & Mehrwegflaschen (Dokumentarfilm)
- 2001: Als Großvater Rita Hayworth liebte
- 2007: Chicken Mexicaine

### Als Drehbuchautor
- 1969: Variété Clara
- 1974: Konfrontation
- 1976: Das Unglück
- 2008: Das Schreiben und das Schweigen (Dokumentarfilm)